# Ferula jaeschkeana
Ferula jaeschkeana är en flockblommig växtart som beskrevs av Wilhelm Vatke. Ferula jaeschkeana ingår i släktet stinkflokesläktet, och familjen flockblommiga växter. Inga underarter finns listade i Catalogue of Life.